# ギリビーロ

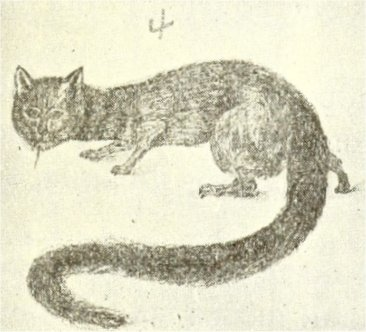
グルビル（Ngúrúvilu）の図。マプチェ族の伝承

ギリビーロ、ギリビル[仮カナ表記]（Guruvilu, Guirivilu, Guirivilo）、またはネグルビール[仮カナ表記]、グルビル[仮カナ表記]（Nguruvilu<マプチェ語: ngürü 「狐」 +  filu 「蛇」）は、 主にチリやアルゼンチンのパタゴニア地方、マプチェ族に伝わる河川や湖沼に住むという怪物。文字通り狐の頭をした蛇の姿ともされるが、猫の頭に狐の胴体、蛇の尻尾を繋げたような動物で、尾には鉤爪がついているともいわれる。その尻尾を巻き付けて水浴びや水を渡りに来た人間や馬などをおそい、食らうなり血を吸うといわれる。
マプチェの間では崇められており、襲われないように儀式も行われた（ § 宗教参照）。
伝説のもとになったのは、カワウソの類ではないか、という説がある。ただこのギリビーロの名前は混同されて、他ではマンタとかクエロ「皮」と呼ばれる妖怪をさす例もあり、その場合はマンタレイ（オニイトマキエイ）や大型のエイ類の伝説化が考察される。

## 名称
グルビル[仮カナ表記]Nguruvilu（発音： "ng" や <g̃> は /ɲ/ 音、 "ñ" は/nʸ/音に当たる表記法が通常使われる。カナ表記は「ガ」行が使われるようである。）の語源はマプチェ語で「狐」＋「蛇」の複合語である（ŋərürko & filu, ngúrú + vilu, gùrù + vilu, or gurú + vilu）。
マプチェ語の表記もさまざまにされる： Guirivilo, Nirivilo, ñirivilo, ñirivílo, nirivílo, ñirivilu, guruvilo, ngürüvilu, gueruvilo.。
スペイン語音写と見られる表記ではNguruvilu,Guruvilu, guirivilu。また Ngurru viluなど。

## 伝説
先住民の伝承では「グルビル」[仮カナ表記]（guruvilu）は人を食らう水棲の"巨獣の大きさ"をした生物で、そのためグルヴィルの生息する湖や池での水浴びは控えるのが常だった。一般には狐の頭に蛇の体をつなげたような（マプチェ語の名前通りの）幻獣とされる、とジョセフ・ド・ラ・ポルト神父（、1779年没）の記述（ペドロ・エスタラ訳、1798年）に述べられている。また、フアン・イグナシオ・モリーナ神父（1810年）が書いたGhyryvilu録の文章も、ほぼ同じである。（＊追記：上記の2つの資料もそうだが、ギルビーロは、クエロという牛革のような幻獣と混同される。また、クチビル/クチビロ（cuchivilo）とも混合がある。）
しかしグルビル[仮カナ表記]（ngurúvilú）は（巨獣ではなく）、猫の頭に、小柄で細身な胴体、そして狐のようで非常に長い尻尾をもつ水棲動物であるという証言を、のちの民族学者トマス・ゲバラ（1908年）はマプチェ族から得ている 。グルビルは尻尾に爪が生えており、その尻尾を絡みつかせて川の人間や動物をとらえ、川底に引きずり込んで血を吸うのだという。河川系の水路や川の淵を好んで住むという。
人類学者ロベルト・レーマン＝ニッチェ（1902年）も、先住民より情報を得て、ヌルフィル[仮カナ表記]（nürüfilu）についての逸話を所収する。地名不明な話もあるが、怪物が住むリマイ川を渡るとき、同伴者の恐怖を鼻で笑った男は、率いた多数の馬群をすべて水没させられ、自分も命からがらだったという。
その部族の男によれば、怪物はまるで馬を御するようにして人間もあしらうのだという、また、馬が死ねば人は助かり、また逆もしかりという。そして悪霊ウェクフェが、この怪物に変化することもあるのだという。
この部族が、元のチリの郷里を追われ、アルゼンチンへとアルミネ湖を渡っていかねばならなかった経験が織り交ぜて語られている。しかし、この湖ははっきりこの怪物の巣窟であると、後のアルゼンチン歴史家にグレゴリオ・アルバレスがネウケン州伝説集に記載しており、その情報源によれば、湖付近では Ngarrafilu と呼ばれていたとする。この湖の怪物は、馬上の人を襲い、馬の足に絡みついて水中に引きずり入れようとする。逃れるには、刃渡りの長いナイフで滅多切りにするしかないが、水泳の達人でなければ成すのはむずかしい。英文の書籍もとりあげて、この湖の危険を忠告している。
「ギリビーロ」に関しチリの都市部の伝承を集めたフリオ・ビクーニャ・シフェンテス論文では、外見については特に逸脱した描写はなかったが、石を投げていたずらすると報復が怖いとされ（中部コインコ市の伝承）、または、とびきり長い尾をもった犬のごときだが、ごくまれに水を離れるのを目撃すると、寒さに震えるように身震いする、などの小ネタが所収される（チヤン近郊のコイウエコの伝承）。
近年の神話事典（1987年刊）によれば、グルビルはピューマやヤマネコのような顔で、尾に鉤爪を持つ、あるいは（1988年刊）ではフェレットの尾に複数の鉤爪がついた生き物と多様な比較描写がされる。日本語で出された近著（2019年刊）によれば"キツネに似た非常に胴長の妖怪"で、"尾も.. 2メートル近くあり、先端には頑丈な鉤爪が生えて"いる。
サウニエレ（Sperata R. de Saunière）のアラウカノ・チリ民話集（1917/1918年間）では、この怪物（Ugúruvilu）の生命源は尻尾に宿ると注記しており、その裏付けとして所収説話では、狐の怪物が尾を切られると死んでいる、と解説する。

## 宗教
グルビルは、本来はマプチェ族の民族宗教の産物である。
前出のレーマン＝ニッチェ（1902年）は、部族の情報源ナウェルピから聞き及ぶに、この「狐蛇」のことを怖れ崇め奉り、自分らに危害をくわえないように供物の儀式をおこなっていたという。チャフィ（chafi、革袋につめて発酵させた小麦粉の生地）を皿に盛って水辺に行き、藁で掬って飛び散らす。そして幾本もの槍を地面に指すのだという。また、小ぶりの白い牡牛を屠り、刻んだ切り身を投げ入れて供物したこともある。またグルビルを名指しするのは禁忌で「水の主」と呼ばねばならない。

## 実在動物の同定
レーマン＝ニッチェの論文では、グルビルの正体はカワウソであろう、としており、具体的に学名 Lutra felina G. I. Molinaを挙げているが、これはミナミウミカワウソ（syn. Lontra felina）を指している。

## 類種
アントニオ・パレアリのアンデス神事典ではグルビルに対応するのがアステカの水神 Matlicue （「青スカートをもつ者」、チャルチウィトリクエの別名）だという。ただし、グルビルはあくまで内陸の水域（真水）のみの存在という区別がある。